# Leonard Silk
Leonard Solomon Silk (15. května 1918, Filadelfie, Pensylvánie, USA – 10. února 1995, Montclair, New Jersey) byl americký ekonom, autor a novinář. Zajímal se o globální ekonomiku, nezaměstnanost, bankovnictví a inflaci.
Studoval na Dickinson College a na Duke University. Psal pro Business Week mezi lety 1954–1969 a pro New York Times mezi lety 1970–1993; nejprve psal úvodníky, pak začal v roce 1976 psát vlastní sloupek. Byl profesorem ekonomie na Pace University, působil v Ralph Bunche Institute na City University of New York a v Brookings Institution.

## Dílo
- Sweden Plans for Better Housing, 1948
- Contemporary economics : principles and issues, 1970
- Nixonomics, 1973
- Ethics & Profits: The Crisis of Confidence in American Business, 1978 (s Davidem Vogelem)
- Economics in Plain English, 1978